# Grammaire de la langue espagnole
 (décembre 2022).
Si vous disposez d'ouvrages ou d'articles de référence ou si vous connaissez des sites web de qualité traitant du thème abordé ici, merci de compléter l'article en donnant les références utiles à sa vérifiabilité et en les liant à la section « Notes et références ».
 (octobre 2015).
,Le présent article traite de la langue véhiculaire nationale de l'Espagne qu'on appelle également « castillan », par opposition aux autres langues espagnoles comme le basque, le galicien ou le catalan…
Cependant, l'histoire ayant fait du castillan une langue véhiculaire dépassant plus que largement la péninsule ibérique, répandue du nord au sud des Amériques et, dans une moindre mesure, ailleurs, au point que les phénomènes linguistiques péninsulaires revêtent une dimension presque folklorique, il faudra être au moins aussi attentif à tous les autres folklores.  
La langue espagnole suit généralement les principes grammaticaux des autres langues romanes, à savoir, par exemple, que c'est une langue plutôt flexionnelle (les substantifs et les adjectifs possèdent deux genres et deux nombres, le verbe se conjugue, etc.) à tendance synthétique.
L'espagnol fut la première langue européenne à posséder une grammaire écrite, publiée en 1492 par Antonio de Nebrija. L'initiative fut soutenue par Isabelle de Castille (dite la catholique), y voyant un moyen d'unifier leur empire à la fin de la période que les historiens du xixe siècle ont dénommé Reconquista. Encore de nos jours, le terme Español est considéré politiquement chargé dans certaines régions de l'Espagne. Pour cette raison, on utilisera l'adjectif Hispanique pour qualifier certains régionalismes. 
Fondée en 1713, l'Académie royale espagnole (Real Academia Española) a traditionnellement été considérée comme l'autorité normalisant la langue nationale.

## Alphabet
L'alphabet espagnol se compose de 27 caractères : 26 lettres simples (portant toutes un nom féminin, puisque ce sont des lettres) et un ancien digramme ayant évolué en une lettre à diacritique, ñ (<NN). Jusqu'en 2010, les deux digrammes ch (che /ʧe/) et ll (elle /'eʎe/) étaient considérés comme des éléments à part entière de l'alphabet, ils avaient des chapitres à part dans les dictionnaires.
| Lettre | Lettre | Nom          | Nom           | Note |
| ------ | ------ | ------------ | ------------- | --- |
| A      | a      | a            | /a/           | |
| B      | b      | be           | /be/          | |
| C      | c      | ce           | /θe/          | (/k/ devant -a, -o, -u ) |
| D      | d      | de           | /ðe/          | |
| E      | e      | e            | /e/           | |
| F      | f      | efe          | /'efe/        | |
| G      | g      | ge           | /xe/          | (/ɡ/ devant -a, -o, -u ) |
| H      | h      | hache        | /'atʃe/       | |
| I      | i      | i            | /i/           | |
| J      | j      | jota         | /'xota/       | |
| K      | k      | ca           | /ka/          | |
| L      | l      | ele          | /'ele/        | |
| M      | m      | eme          | /'eme/        | |
| N      | n      | ene          | /'ene/        | |
| Ñ      | ñ      | eñe          | /'eɲe/        | (le n tilde se prononce comme gn en français ou italien, un ny en catalan ou hongrois, nh en occitan, portugais ou vietnamien, ń en polonais et nj ou њ en serbo-croate) |
| O      | o      | o            | /o/           | |
| P      | p      | pe           | /pe/          | |
| Q      | q      | cu           | /ku/          | |
| R      | r      | erre         |               | |
| S      | s      | ese          | /ese/         | |
| T      | t      | te           | /te/          | |
| U      | u      | u            | /u/           | |
| V      | v      | uve          | /uβe/         | |
| X      | x      | equis        | /'ekis/       | |
| Y      | y      | ye           | /je/          | |
| Z      | z      | zeta ou zeda | /θeta/ /θeða/ | |
| W      | w      |              |               | il n'existe que dans le cas de certains emprunts germaniques |

Le B et le V sont souvent rapprochés dans leur prononciation, le tout tendant davantage vers le V. Toutefois, à l'usage, on notera que le B et le V reprennent leur prononciation originale à l'initiale d'un mot ; « beber »,  « bajar » sont bien prononcés B, de même « bolsa » ; en revanche le V tend, lui, à se prononcer B : « vivir » est souvent prononcé « bivir ». Mais le V retrouve toute sa prononciation originale à l'intérieur du mot.
Le D final est souvent atone voire affaibli à l'oral, selon les régions d'Espagne, Madrid deviendra « Madriz » dans la Communauté madrilène ; dans le Sud ce sera même « Madri ».
Le C, le S et le Z ont des emplois propres mais interchangeables. Le S est toujours « soufflé » (c-à-d: possède le son d'un ss) quelle que soit la voyelle le précédant ou le suivant. Le Z est prononcé majoritairement (plus de 90 % des locuteurs) comme le S. Toutefois, les espagnols (sauf en Canaries et une partie de l'Andalousie où se passe la même chose qu'en Amérique) le prononcent le prononcent [θ]. Quant au C il signifie deux phonèmes, suivant ainsi la même règle qu'en français : il se prononce comme un K devant les voyelles A, O et U, et comme un Z devant les voyelles E et I. « casa » et « caza » se prononceront donc pareil en Amérique ([ˈka.sa]), mais différemment à Madrid (respectivement [ˈka.sa] et [ˈka.θa]).
Le X étant depuis la Grèce antique une consonne composée, il se prononce [ks] sauf dans certains mots comme México (tant la ville que le pays) et ses dérivés ou comme Texas où leur son est celui d'une Jota.
Le R est toujours « roulé » en espagnol. Dans la pratique le R au début d'un mot est fortement appuyé ; il sera roulé normalement entre deux voyelles ou en début de syllabe (hors initiale) ; enfin, il sera presque inaudible et donc peu roulé en fin de mot, lorsque deux syllabes qui se suivent comportent un J, G ou R, l'usage veut que la syllabe accentuée prenne la priorité à la prononciation. Le R français est différent du R en espagnol : le son guttural du R français est plus proche de la J ou G en espagnol, ce qui peut donc porter à confusion lors de la transposition à l'écrit, voire une incompréhension lors du report à l'oral d'un mot écrit.

## Accent tonique et règle générale d'accentuation
Tous les mots de la langue portent un accent tonique (monosyllabes compris). La plupart des accents se situent soit sur l'avant-dernière syllabe, soit sur la dernière. L'accentuation d'un mot peut en définir le sens, d'où la nécessité de les noter.
Pour éviter de les écrire tous, il s'est dégagé une règle composée de deux parties complémentaires concernant les deux dernières syllabes: Point n'est besoin d'écrire l'accent dans les deux cas suivants :
- si le mot porte son accent prosodique à l'avant-dernière syllabe et qu'il se termine par N, S ou une des cinq voyelles (A, E, I, O, U),

- si le mot porte son accent prosodique à la dernière syllabe et qu'il se termine par une consonne autre que N ou S.

Dans tous les autres cas cette dispense ne s'applique pas (ex.: también).
Les voyelles se divisent en deux catégories; les fortes: A, E, O et les faibles: I, U.  
En prosodie, deux voyelles fortes ne se trouvent jamais dans une même syllabe, alors qu'une voyelle forte suivie ou précédée d'une voyelle faible seront toujours associées. Et de même lorsqu'une voyelle forte est entourée de deux voyelles faibles. C'est la voyelle forte qui portera l'accent tonique et son écriture dépendra de la règle générale d'accentuation. Ces associations entre voyelles fortes et faibles s'appellent respectivement diphtongues et triphtongues.
Par contre, lorsqu'une voyelle faible est accentuée, elle devient forte et on retombe dans le premier cas. Notons que l'on ne pourra se passer d'écrire l'accent sur une voyelle faible accentuée qui jouxterait une voyelle forte (ex.: desconfío ; ataúd ; reír ; oír).
Lorsque deux voyelles faibles se suivent, c'est la deuxième qui porte l'accent (ex.: ruido). Sinon il faudra l'écrire.
Par ailleurs, il existe nombre d'accents diacritiques, c'est-à-dire des accents écrits par « sémiotisme » grammatical (une maladie bénigne de la langue écrite). 
Généralement, l'accent tonique ne change pas de place en passant du singulier au pluriel (capitán, capitanes) ; il faut donc le cas échéant, ajouter ou supprimer l'accent écrit. 
Il existe cependant trois exceptions où l'accent tonique change de place en passant du singulier au pluriel : régimen, regímenes ; carácter, caracteres ; espécimen, especímenes.

### Diphtongues et triphtongues
En espagnol, il y a des voyelles ouvertes (fortes) : a, e, o, et fermées (faibles)[Interprétation personnelle ?] : i, u. 
La diphtongue est l'union d'une voyelle ouverte et d'une voyelle fermée (fermée-ouverte / ouverte-fermée) ou bien de deux voyelles fermées (iu, ui) dans la même syllabe. Exemples :
Ciudad, violín, piano, aire, agua
Quand une diphtongue doit porter l'accent (selon les règles d'accentuation), on l'écrit sur la voyelle forte/ouverte : Ca-mión, ju-gáis, áu-re-o, etc.
Les triphtongues sont l'union de trois voyelles dans la même syllabe : faible-forte-faible. On écrit l'accent selon les règles d'accent :
San-ti-guáis, U-ru-guay .
La lettre h n'empêche pas les diphtongues et les triphtongues : ahu-ma-do, ahi-jar

### Hiatus
Un hiatus se fait quand il y a deux voyelles, mais qu'elles sont issues de syllabes différentes. Il y a deux classes :
- Les hiatus de deux voyelles ouvertes (a-é-re-o, a-ho-ra) : ils portent l'accent selon les règles (aéreo).
- Les hiatus de voyelles fermée-ouverte/ouverte-fermée : la voyelle fermée est toujours accentuée : Hab-í-a, ba-hí-a, o-í-do.

Les combinaisons « iu » et « ui » constituent toujours une diphtongue :
Luis (sans accent écrit), ciu-dad, diur-no

### Observation
L'accent diacritique, comme son nom l'indique, sert principalement à distinguer certains mots d'orthographe identique mais de fonctions grammaticales distinctes, comme :
- l'article el et le pronom él (le et il/lui)
- la conjonction si et l'adverbe ou le réfléchi sí (si et oui)
- la conjonction mas et l'adverbe más (mais et plus)
- les pronoms relatifs que, quien, etc.
- dé, 1re et 3e personnes du présent du subjonctif du verbe « dar », et la préposition de
- sé, 1re personne du présent de l'indicatif du verbe « saber » et 2e personne de l'impératif du verbe « ser », et le pronom réfléchi se.

Le premier élément d'un mot composé s'écrit sans accent (decimo-sexto), sauf s'il s'agit d'un adverbe terminé par le suffixe -mente (fácilmente) ou de deux adjectifs unis par un tiret (histórico-crítico).

## Constructions particulières
Certaines spécificités de l'espagnol sont à noter.

### Verbale
Des verbes comme « recordar » (se rappeler) et « acordarse de » (se souvenir de) ont le même sens mais pas la même construction, inversement « ponerse de acuerdo » (s'accorder sur/se mettre d'accord) et « acordarse de » ne veulent pas dire la même chose, pourtant « lo acordado » correspond aux deux sens. En général, lorsqu'il peut y avoir confusion, l'hispanophone périphrase un des deux sens pour lever toute ambiguïté. À l'usage c'est le sens le moins récurrent (ou celui qui s'emploie le moins souvent, qui sera périphrasé)

### Complément d'objet direct et indirect
Les règles sont communes aux langues latines : le complément d'objet direct est directement placé après le prédicat, le complément d'objet indirect est séparé par une conjonction. 
Pour s'adresser aux personnes, l'espagnol emploie toujours « a » , laissant croire qu'il s'agit donc d'un complément d'objet indirect mais grammaticalement en espagnol c'est un complément d'objet direct. 
On peut facilement l'observer lors de l'enclise « cuéntaselo » (raconte le lui) : ici le verbe « cuenta » est complété par « se » (lui) et « lo » (le), deux compléments d'objet directs, le sujet humain étant toujours prioritaire à l'objet inanimé.

### PoretPara
« Por » désigne l'agent, la source, l'origine, le passage : « voy por España » signifiant « je passe par l'Espagne » ; tandis que « para » désigne le résultat, le but et l'objectif : « voy para España » signifiant « je pars pour l'Espagne ».

### Inversion prédicat sujet
Le système verbal espagnol est tel qu'il permet l'omission du sujet, une pratique ayant poussé le prédicat (le verbe) en tête de la phrase. Cette construction a donné une autre dérive : lorsqu'il peut y avoir une confusion de personne, cette dernière est précisée non pas avant le verbe, mais directement après celui-ci. 
Les possibles confusions, à l'oral, entre « canto » (1re personne du singulier du présent de l'indicatif) et « cantó » (3e personne du singulier du prétérit) : si à l'écrit la confusion n'est pas possible en vue de l'accent présent ou non sur le « o » final, les deux mots peuvent être confondus à l'oral ; pour l'éviter, on précise parfois (à l'oral) le sujet, par exemple « Canto yo la canción » et « Cantó él la canción » (En revanche, à l'écrit comme à l'oral seul le contexte permet la différenciation entre le présent et le passé composé à la 1re personne du pluriel pour « amamos ».) 
Ce renvoi du sujet du verbe après celui-ci, combiné à l'utilisation de la préposition « a » pour les compléments d'objet humain, permet d'éviter toute confusion quant au sujet et à l'objet du verbe. Par exemple, « Habla a ella » signifiant « Il/elle lui parle (à elle) » et « Habla ella a ella » signifiant « Elle lui parle (à elle) » ; la première phrase focalisée sur l'action, ne précise pas qui parle mais on sait en revanche que le destinataire de l'action est une femme ; la seconde phrase est focalisée sur qui parle et indique deux femmes, la première s'adressant à la seconde.

## Nouvelles règles établies par l'Académie royale espagnole en 1952
- Les mots qui se terminent par -oo ne portent pas d'accent écrit (Feijoo).

- La terminaison des infinitifs en -uir n'est pas accentuée parce que  ui, iu sont toujours diphtongues (constituir, contribuir, immiscuir, restituir, huir).

- Les formes verbales monosyllabiques ne portent pas d'accent écrit (fue, fui, dio, vio). Il en est de même des mots qui ne comportent qu'une seule syllabe (ni), sauf si cela risque de créer une ambiguïté quant au sens du terme considéré (si conjonction et sí adverbe).

- Les noms propres étrangers n'ont pas d'accent, excepté s'ils sont passés dans la langue sous une forme hispanisée.

## Prononciation
En espagnol, toutes les lettres se prononcent, sauf le h lorsqu'il n'est pas aspiré (hacha se prononce atcha) et le u après un g (si suivi d'un e ou d'un i comme gue ou gui) ou un q (quien, querer), excepté s'il est surmonté d'un tréma (vergüenza).
Le v ne se prononce pas [v] comme en français mais plutôt comme un b spirantisé.

## Conjugaison

### Auxiliaires et participes passés
L'espagnol utilise quatre verbes (dits auxiliaires) mais seul un l'est véritablement, les deux autres étant des modalisateurs. 
- Le premier « haber » à l'origine est la traduction espagnole du verbe avoir mais son usage a glissé pour n'être utilisé que pour la formation d'autres constructions (principalement verbales dans les temps composés) et dans de rares expressions idiomatiques.

Son usage est totalement proscrit pour la forme verbale de base avoir qui est rendue en espagnol par le verbe « tener ».
« Haber » est utilisé pour tous les verbes (d'état et d'action) lors des temps composés
(par exemple : « he visitado Madrid. » - « J'ai visité Madrid. » et « He ido a Argentina. » - « Je suis allé en Argentine. »).
Il est à noter que l'auxiliaire et le participe sont indissociables en espagnol et doivent obligatoirement se suivre.
.
- Haber peut être remplacé par tener, et ainsi s'utiliser comme auxiliaire.

Souvent, cette construction accentue le sens de la phrase
(par exemple : « ¡Le tengo dicho [= le he dicho muchas veces] que no me dejan entrar! » - « Je lui/vous ai dit [= je lui ai dit de nombreuses fois] qu'ils ne me laissent pas entrer ! »).
Contrairement à haber qui se conjugue toujours avec le participe passé invariable, il faut accorder celui-ci avec tener en genre et en nombre avec le complément direct
(par exemple : « Los pocos libros que hay aquí los tengo leídos y releídos » - «  Le peu de livres qu'il y a ici, je les ai lus et relus »).
Cette construction ne peut pas s'utiliser avec des verbes intransitifs.
Les deux autres formes verbales sont « estar » et « ser », les deux formes traduisent le verbe « être » mais dans des cas différents. 
- « Estar » permet de mettre en avant les aspects temporaires et passagers, l'état changeant du sujet ou de l'objet, sa situation et son mouvement

(par exemple : « Estoy en casa » - « Je suis à la maison » ; « Estoy contento » - « je suis content » ; « Estoy moreno/a » - « Je suis bronzé(e) (car je reviens de vacances) » ; « Estoy cansada » - « Je suis fatiguée » ; « Estoy enfermo » - « je suis enrhumé (et j'ai un médicament pour guérir) »).
Bien qu'invariable lors de son emploi avec « haber », le participe passé employé avec estar s'accorde comme en français en fonction du sujet en genre et en nombre.
« Estar » est également utilisé pour les formes progressives « être en train de »
(par exemple : « Estoy caminando » - « je suis en train de marcher » ou « je marche »).
.
- « Ser », quant à lui, permet de démarquer l'inaliénable, le permanent et la qualité intrinsèque du sujet ou de l'objet.

(ex. : « Soy feliz » - « Je suis heureux » ; « Soy español » - « je suis espagnol » ; « Soy moreno/a » - « je suis mate (de peau, car c'est ma couleur naturelle) » ; « Soy enfermo » - « je suis malade (et je ne guérirai jamais) »).
L'accord est ici aussi effectué, « ser » permet aussi la construction de la voix passive
(« La puerta es cerrada (por alguien) » → description de l'action « La porte est fermée par quelqu'un » (la forme passive avec « ser » est assimilée à une vraie phrase passive, elle peut généralement être transitive) à comparer avec « La puerta está cerrada » → description du résultat de l'action « La porte est fermée » la forme passive avec « estar » est souvent qualifiée de « fausse phrase passive » elle est généralement peu, voire pas du tout transitive, la phrase finissant avec l'adjectif.)

### Pronoms personnels
Vosotros ne s'utilise qu'en Espagne (sauf aux Canaries et dans l'ouest de l'Andalousie). Aux Canaries, dans l'ouest de l'Andalousie et en Amérique, ustedes est toujours utilisé à la place de vosotros.
En espagnol rioplatense, on utilise vos en lieu et place de tú.

### Verbe «haber»
| Forme verbale | Simple   | Composé         |
| ------------- | -------- | --------------- |
| Infinitif     | haber    | haber habido    |
| Gérondif      | habiendo | habiendo habido |
| Participe     | habido   | ---------       |

Indicatif
| Personne            | Présent             | Passé simple    | Passé imparfait  | Conditionnel         | Futur         |
| ------------------- | ------------------- | --------------- | ---------------- | -------------------- | ------------- |
| Yo                  | he                  | hube            | había            | habría               | habré         |
| Tú/vos              | has                 | hubiste         | habías           | habrías              | habrás        |
| Él/ella/usted       | ha/hay (hay=il y a) | hubo            | había            | habría               | habrá         |
| Nosotros            | hemos               | hubimos         | habíamos         | habríamos            | habremos      |
| Vosotros            | habéis              | hubisteis       | habíais          | habríais             | habréis       |
| Ellos/ellas/ustedes | han                 | hubieron        | habían           | habrían              | habrán        |
| Personne            | Passé composé       | Passé antérieur | Plus-que-parfait | Conditionnel composé | Futur composé |
| Yo                  | he habido           | hube habido     | había habido     | habría habido        | habré habido  |
| Tú/vos              | has habido          | hubiste habido  | habías habido    | habrías habido       | habrás habido |
| Él/ella/usted       | ha habido           | hubo habido     | había habido     | habría habido        | habrá habido  |

Les autres personnes des temps composés se conjuguent de la même manière. On peut voir que :
- le présent de « haber » est utilisé pour former le passé composé ;
- le passé simple est utilisé pour former le passé antérieur ;
- l'imparfait est utilisé pour former le plus-que-parfait ;
- le conditionnel est utilisé pour former le conditionnel composé ;
- le futur est utilisé pour former le futur antérieur.

Subjonctif
| Personne            | Présent       | Imparfait              | Futur           |
| ------------------- | ------------- | ---------------------- | --------------- |
| Yo                  | haya          | hub-iera/-iese         | hubiere         |
| Tú/vos              | hayas         | hub-ieras/-ieses       | hubieres        |
| Él/ella/usted       | haya          | hub-iera/-iese         | hubiere         |
| Nosotros            | hayamos       | hub-iéramos/-ésemos    | hubiéremos      |
| Vosotros            | hayáis        | hub-ierais/-ieseis     | hubiereis       |
| Ellos/ellas/ustedes | hayan         | hub-ieran/-iesen       | hubieren        |
| Personne            | Passé composé | Plus-que-parfait       | Futur composé   |
| Yo                  | haya habido   | hub-iera/-iese habido  | hubiere habido  |
| Tú/vos              | hayas habido  | hub-iera/-ieses habido | hubieres habido |
| Él/ella/usted       | haya habido   | hub-iera/-iese habido  | hubiere habido  |

Les autres personnes des temps composés se conjuguent de la même manière. On peut voir que :
- le présent est utilisé pour former les passés composés ;
- il n'y a pas de passé simple ou de passé antérieur ;
- le passé imparfait est utilisé pour former le plus-que-parfait ;
- il n'y a pas de conditionnel ou de conditionnel composé ;
- le futur est utilisé pour former le futur composé.

Au subjonctif : le futur, comme le futur composé ne s'utilisent pas beaucoup, sauf dans les textes juridiques.
Impératif
He (tú) habed (vosotros)
Hayamos (nosotros)
Haya (usted) hayan (ustedes)

### Premier groupe
Verbes en -ar : amar (aimer)
| Forme verbale | Simple | Composé        |
| ------------- | ------ | -------------- |
| Infinitif     | amar   | haber amado    |
| Gérondif      | amando | habiendo amado |
| Participe     | amado  | ---------      |

Indicatif
| Personne            | Présent       | Passé simple    | Imparfait        | Conditionnel         | Futur         |
| ------------------- | ------------- | --------------- | ---------------- | -------------------- | ------------- |
| Yo                  | am-o          | am-é            | am-aba           | am-aría              | am-aré        |
| Tú/vos              | am-as         | am-aste         | am-abas          | am-arías             | am-arás       |
| Él/ella/usted       | am-a          | am-ó            | am-aba           | am-aría              | am-ará        |
| Nosotros            | am-amos       | am-amos         | am-ábamos        | am-aríamos           | am-aremos     |
| Vosotros            | am-áis        | am-asteis       | am-abais         | am-aríais            | am-aréis      |
| Ellos/ellas/ustedes | am-an         | am-aron         | am-aban          | am-arían             | am-arán       |
| Personne            | Passé composé | Passé antérieur | Plus-que-parfait | Conditionnel composé | Futur composé |
| Yo                  | he amado      | hube amado      | había amado      | habría amado         | habré amado   |

- Les formes des temps composés s'obtiennent à partir de l'auxiliaire « haber » et du participe passé.

Subjonctif
| Personne            | Présent       | Imparfait           | Futur         |
| ------------------- | ------------- | ------------------- | ------------- |
| Yo                  | am-e          | am-ara/ase          | am-are        |
| Tú/vos              | am-es         | am-aras/ases        | am-ares       |
| Él/ella/usted       | am-e          | am-ara/ase          | am-are        |
| Nosotros            | am-emos       | am-áramos/ásemos    | am-áremos     |
| Vosotros/ustedes    | am-éis        | am-arais/aseis      | am-areis      |
| Ellos/ellas/ustedes | am-en         | am-aran/asen        | am-aren       |
| Personne            | Passé composé | Plus-que-parfait    | Futur composé |
| Yo                  | haya amado    | hub-iera/iese amado | hubiere amado |

- Les formes des temps composés s'obtiennent à partir de l'auxiliaire « haber » et du participe passé.

Impératif
Ama (tú) amad (vosotros) 
Amemos (nosotros)
Ame (usted)  amen (ustedes)

### Deuxième groupe
En -er : comer (manger)
| Forme verbale | Simple   | Composé         |
| ------------- | -------- | --------------- |
| Infinitif     | comer    | haber comido    |
| Gérondif      | comiendo | habiendo comido |
| Participe     | comido   | ---------       |

Indicatif
| Personne            | Présent       | Passé simple    | Imparfait        | Conditionnel         | Futur         |
| ------------------- | ------------- | --------------- | ---------------- | -------------------- | ------------- |
| Yo                  | com-o         | com-í           | com-ía           | com-ería             | com-eré       |
| Tú/vos              | com-es        | com-iste        | com-ías          | com-erías            | com-erás      |
| Él/ella/usted       | com-e         | com-ió          | com-ía           | com-ería             | com-erá       |
| Nosotros            | com-emos      | com-imos        | com-íamos        | com-eríamos          | com-eremos    |
| Vosotros            | com-éis       | com-isteis      | com-íais         | com-eríais           | com-eréis     |
| Ellos/ellas/ustedes | com-en        | com-ieron       | com-ían          | com-erían            | com-erán      |
| Personne            | Passé composé | Passé anterieur | Plus-que-parfait | Conditionnel composé | Futur composé |
| Yo                  | he comido     | hube comido     | había comido     | habría comido        | habré comido  |

Subjonctif
| Personne            | Présent       | Imparfait             | Futur          |
| ------------------- | ------------- | --------------------- | -------------- |
| Yo                  | com-a         | com-iera/-iese        | com-iere       |
| Tú/vos              | com-as        | com-ieras/-ieseis     | com-ieres      |
| Él/ella/usted       | com-a         | com-iera/-iese        | com-iere       |
| Nosotros            | com-amos      | com-iéramos/-iésemos  | com-iéremos    |
| Vosotros            | com-áis       | com-ierais/-eseis     | com-iereis     |
| Ellos/ellas/ustedes | com-an        | com-ieran/-iesen      | com-ieren      |
| Personne            | Passé composé | Plus-que-parfait      | Futur composé  |
| Yo                  | haya comido   | hub-iera/-iese comido | hubiere comido |

Impératif
Come (tú) comed (vosotros)
Comamos (nosotros)
Coma (usted)  coman (ustedes)

### Troisième groupe
En -ir : vivir (vivre)
| Forme verbale | Simple   | Composé         |
| ------------- | -------- | --------------- |
| Infinitif     | vivir    | haber vivido    |
| Gérondif      | viviendo | habiendo vivido |
| Participe     | vivido   | ---------       |

Indicatif
| Personne            | Présent       | Passé simple    | Imparfait        | Conditionnel         | Futur         |
| ------------------- | ------------- | --------------- | ---------------- | -------------------- | ------------- |
| Yo                  | viv-o         | viv-í           | viv-ía           | viv-iría             | viv-iré       |
| Tú/vos              | viv-es        | viv-iste        | viv-ías          | viv-irías            | viv-irás      |
| Él/ella/usted       | viv-e         | viv-ió          | viv-ía           | viv-iría             | viv-irá       |
| Nosotros            | viv-imos      | viv-imos        | viv-íamos        | viv-iríamos          | viv-iremos    |
| Vosotros            | viv-ís        | viv-isteis      | viv-íais         | viv-iríais           | viv-iréis     |
| Ellos/ellas/ustedes | viv-en        | viv-ieron       | viv-ían          | viv-irían            | viv-irán      |
| Personne            | Passé composé | Passé antérieur | Plus-que-parfait | Conditionnel composé | Futur composé |
| Yo                  | he vivido     | hube vivido     | había vivido     | habría vivido        | habré vivido  |

Subjonctif
| Personne            | Présent       | Passé imparfait       | Futur          |
| ------------------- | ------------- | --------------------- | -------------- |
| Yo                  | viv-a         | viv-iera/-iese        | viv-iere       |
| Tú/vos              | viv-as        | viv-ieras/-ieses      | viv-ieres      |
| Él/ella/usted       | viv-a         | viv-iera/-iese        | viv-iere       |
| Nosotros            | viv-amos      | com-iéramos/-iésemos  | viv-iéremos    |
| Vosotros            | viv-áis       | viv-ierais/-eseis     | viv-iereis     |
| Ellos/ellas/ustedes | viv-an        | viv-ieran/-iesen      | viv-ieren      |
| Personne            | Passé composé | Plus-que-parfait      | Futur composé  |
| Yo                  | haya vivido   | hub-iera/-iese vivido | hubiere vivido |

Impératif
Vive (tú) vivid (vosotros)
Vivamos (nosotros)
Viva (usted) vivan (ustedes)

### Verbe «ser»
Première forme espagnole du verbe être :
| Forme verbale | Simple | Composé       |
| ------------- | ------ | ------------- |
| Infinitif     | ser    | haber sido    |
| Gérondif      | siendo | habiendo sido |
| Participe     | sido   | ---------     |

Indicatif
| Personne            | Présent       | Passé simple    | Imparfait        | Conditionnel         | Futur         |
| ------------------- | ------------- | --------------- | ---------------- | -------------------- | ------------- |
| Yo                  | soy           | fui             | era              | se-ría               | seré          |
| Tú/vos              | eres          | fuiste          | eras             | serías               | serás         |
| Él/ella/usted       | es            | fue             | era              | sería                | será          |
| Nosotros            | somos         | fuimos          | éramos           | seríamos             | seremos       |
| Vosotros            | sois          | fuisteis        | erais            | seríais              | seréis        |
| Ellos/ellas/ustedes | son           | fueron          | eran             | serían               | serán         |
| Personne            | Passé composé | Passé antérieur | Plus-que-parfait | Conditionnel composé | Futur composé |
| Yo                  | he sido       | hube sido       | había sido       | habría sido          | habré sido    |

Subjonctif
| Personne            | Présent       | Imparfait           | Futur         |
| ------------------- | ------------- | ------------------- | ------------- |
| Yo                  | sea           | fuera/fuese         | fuere         |
| Tú/vos              | seas          | fueras/fueses       | fueres        |
| Él/ella/usted       | sea           | fuera/fuese         | fuere         |
| Nosotros            | seamos        | fuéramos/fuésemos   | fuéremos      |
| Vosotros            | seáis         | fuerais/fueseis     | fuereis       |
| Ellos/ellas/ustedes | sean          | fueran/fuesen       | fueren        |
| Personne            | Passé composé | Plus-que-parfait    | Futur composé |
| Yo                  | haya sido     | hub-iera/-iese sido | hubiere sido  |

Impératif
Sé (tú) sed (vosotros)
Seamos (nosotros)
Sea (usted) sean (ustedes)
Voix passive
En espagnol, on forme la voix passive avec le verbe « ser » et le participe du verbe qu'on veut utiliser.
Par exemple :
- 1re personne du singulier du présent de l'indicatif (en voix passive) : Yo soy amado.
- 2e personne du pluriel du passé composé (indicatif) : Vosotros habéis sido amados.

### Verbe «estar»
Seconde forme espagnole du verbe être :
| Forme verbale | Simple  | Composé         |
| ------------- | ------- | --------------- |
| Infinitif     | estar   | haber estado    |
| Gérondif      | estando | habiendo estado |
| Participe     | estado  | ---------       |

Indicatif
| Personne            | Présent       | Passé simple    | Imparfait        | Conditionnel         | Futur         |
| ------------------- | ------------- | --------------- | ---------------- | -------------------- | ------------- |
| Yo                  | est-oy        | est-uve         | est-aba          | est-aría             | est-aré       |
| Tú/vos              | est-ás        | est-uviste      | est-abas         | est-arías            | est-arás      |
| Él/ella/usted       | est-á         | est-uvo         | est-aba          | est-aría             | est-ará       |
| Nosotros            | est-amos      | est-uvimos      | est-ábamos       | est-aríamos          | est-aremos    |
| Vosotros            | est-áis       | est-uvisteis    | est-abais        | est-aríais           | est-aréis     |
| Ellos/ellas/ustedes | est-án        | est-uvieron     | est-aban         | est-arían            | est-arán      |
| Personne            | Passé composé | Passé antérieur | Plus-que-parfait | Conditionnel composé | Futur composé |
| Yo                  | he estado     | hube estado     | había estado     | habría estado        | habré estado  |

Subjonctif
| Personne            | Présent       | Imparfait               | Futur          |
| ------------------- | ------------- | ----------------------- | -------------- |
| Yo                  | est-é         | est-uviera/uviese       | est-uviere     |
| Tú/vos              | est-és        | est-uvieras/uvieses     | est-uvieres    |
| Él/ella/usted       | est-é         | est-uviera/uviese       | est-uviere     |
| Nosotros            | est-emos      | est-uviéramos/uviésemos | est-uviéremos  |
| Vosotros            | est-éis       | est-uvierais/uvieseis   | est-uviereis   |
| Ellos/ellas/ustedes | est-én        | est-uvieran/uviesen     | est-uvieren    |
| Personne            | Passé composé | Plus-que-parfait        | Futur composé  |
| Yo                  | haya estado   | hub-iera/-iese estado   | hubiere estado |

Impératif
Está (tú) estad (vosotros) (on utilise de préférence la forme incluant le pronom personnel : estate (tú) estaos (vosotros))
Estemos (nosotros)  (on utilise de préférence la forme incluant le pronom personnel : estémonos)
Esté (usted) estén (ustedes) (on utilise de préférence la forme incluant le pronom personnel : se esté (usted) se estén (usted))